# Eurybrachys sanguinipes
Eurybrachys sanguinipes är en insektsart som först beskrevs av Ernst Friedrich Germar 1830.  Eurybrachys sanguinipes ingår i släktet Eurybrachys och familjen Eurybrachidae. Inga underarter finns listade i Catalogue of Life.